# 神森駅
神森駅（かもりえき）は、三重県三重郡菰野町にあった、近畿日本鉄道（近鉄）湯の山線の鉄道駅（廃駅）である。

## 歴史
- 1913年（大正2年）6月1日：四日市鉄道（現在の湯の山線）川島村（現・伊勢川島） - 湯ノ山（現・湯の山温泉）間開通時に開業。
- 1918年（大正7年）2月：営業廃止。
- 1927年（昭和2年）4月：営業再開。
- 1931年（昭和6年）3月1日：会社合併により三重鉄道の駅となる。
- 1944年（昭和19年）2月11日：会社合併により三重交通の駅となる。
- 1952年（昭和27年）：休止。
- 1969年（昭和44年）5月15日：休止中の堀木駅、製絨所前駅、小生駅、宿野駅と共に廃止。

## 利用状況
主として通学・通勤用に利用された。

## 隣の駅
近畿日本鉄道
■湯の山線
桜駅 - 神森駅 - 宿野駅